# Mondevert
Mondevert é uma comuna francesa na região administrativa da Bretanha, no departamento Ille-et-Vilaine. Estende-se por uma área de 5,03 km². Em 2010 a comuna tinha 841 habitantes (densidade: 167,2 hab./km²).
Há muitos lugares bonitos para visitar em Mondevert quando lá estiver.